# Коређо
Коређо (итал. Correggio), право име Антонио Алегри (итал. Antonio Allegri) (рођен у августу 1489. године, Коређо – умро 5. марта 1534. године, Коређо), најзначајнији ренесансни сликар школе из Парме, чија су касна дјела утицала на многе умјетнике барока и рококоа. Коређо припада посебном правцу маниризма у ком су примењене одређене одлике барока, тако да би се могао назвати стилом протобарока. Његова прва важна дјела су за таванице манастира св. Павла у Парми (око 1519), алегорије хуманистичке тематике; фреске у цркви св. Јована Крститеља, такође у Парми (1520–23); и дјела за катедралу Парме (1526–30). Мистично вјенчање св. Катарине из око 1526. године је његово најистанчајније позно поетско дјело. Коређево најзначајније дјело је Успење Богородице у куполи катедрале у Парми, ремек-дјело илузионистичке перспективе, широк, освјетљен простор испуњен ликовима који лебде.

## Детињство, младост и дјело
Антонијев отац је био Пелегрино Алегри, трговац из Коређа, малог градића чије име је преузео као свој надимак. Није био самоуки умјетник како се некада тврдило. Његово рано дјело побија сличне теорије пошто је у њему видљиво да је био упознат са оптиком, перспективом, архитектуром, скулптуром и људском анатомијом. Његов први учитељ је вјероватно био његов стриц Лоренцо Алегри, сликар скромних способности. Око 1503. године учио је сликарство у Модени, а касније у Мантови, гдје је пристигао нешто раније него што је, 1506. године, преминуо велики раноренесансни сликар Андреа Мантења. Вјерује се да је Коређо довршио декорацију капеле Мантењине породице у цркви св. Андреја из Мантове, након умјетникове смрти. Двије кружне слике (тонди) Сахрана Христова и Богородица са светитељима, изгледа да је за капелу насликао млади Коређо. Иако су његова рана дјела под утицајем Мантење, његов умјетнички темперамент је био ближи Леонарду, који је утицао на скоро све сликаре са сјевера Италије. Тамо гдје је Мантења користио чврсто контролисану линију за опис форме, Коређо, као Леонардо, користи кјароскуро, суптилну манипулацију свјетла и сјене којом омекшава контуре стварајући атмосферу у слици. Такође се мисли да је као младић посјетио Рим и био под утицајем фрески Микеланђела и Рафаела.